# Lithoijen

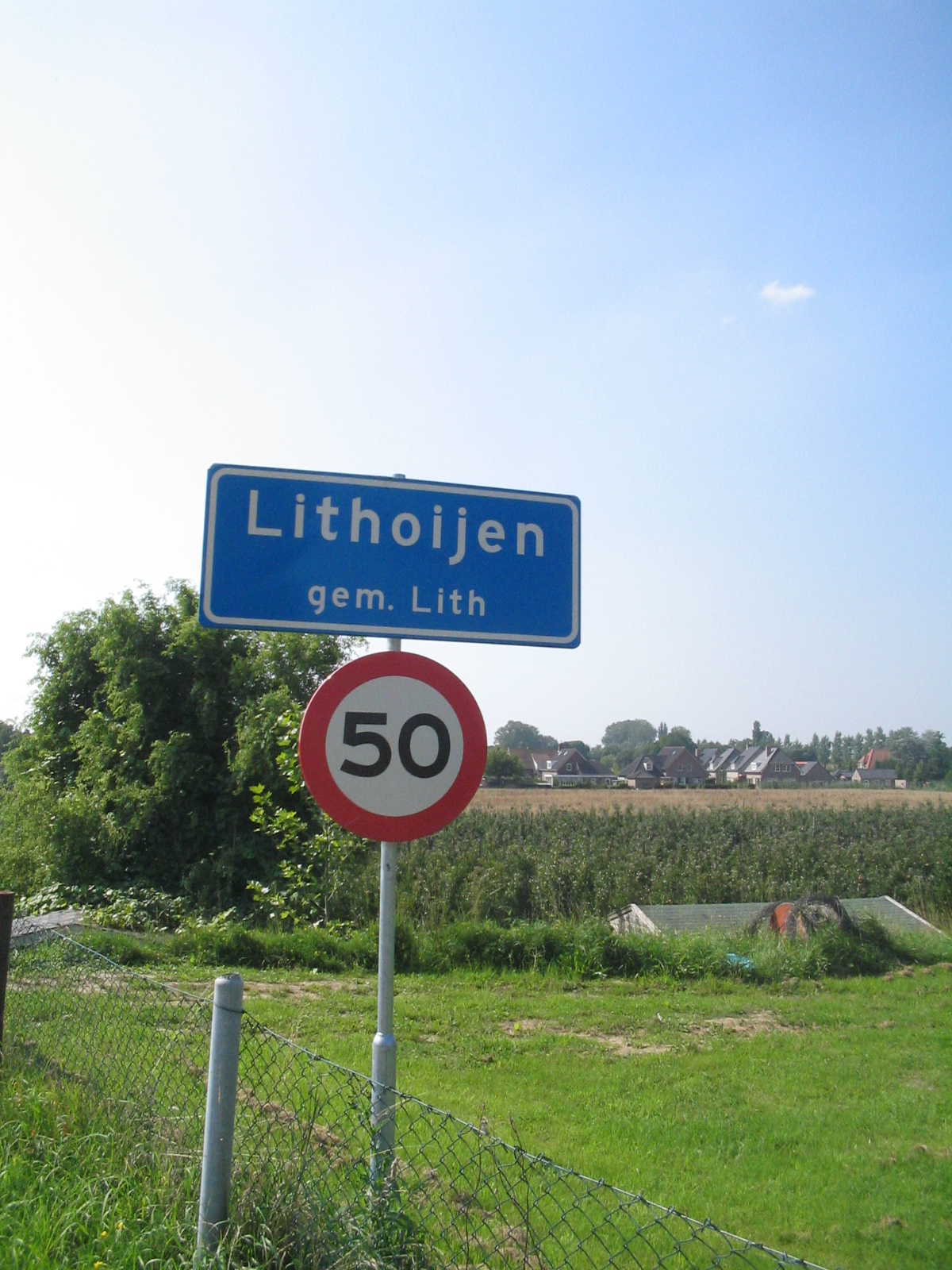
Bord

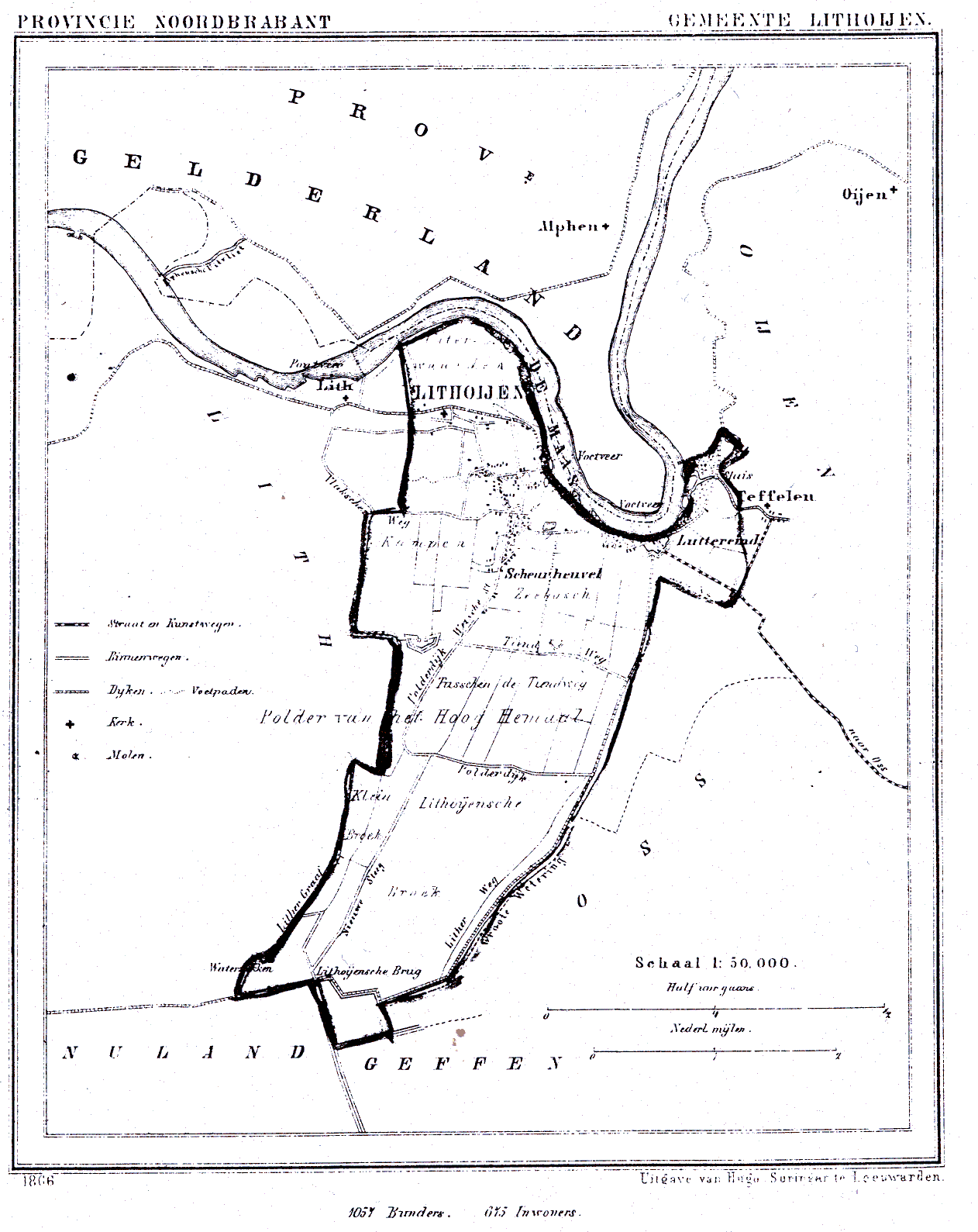
Lithoijen in 1866

Lithoijen is een dorp in de gemeente Oss, in de Nederlandse provincie Noord-Brabant. Tot 1939 was het een zelfstandige gemeente. Tot 1 januari 2011 behoorde Lithoijen tot de voormalige gemeente Lith. Het dorpje heeft 875 inwoners (telling 1 januari 2023). Het is gelegen aan een afgesneden meander van de Maas. Nabij de Maximasluizen bevindt zich een jachthaven.

## Toponymie
Het naamdeel Lith komt van Litta, dat varen betekent. Het tweede deel van de samenstelling, ooi, betekent vochtig land.

## Geschiedenis
Lithoijen wordt voor het eerst in de geschiedenis genoemd in het jaar 991, wanneer de Franse koning Hugo Capet de eigendomsrechten van de Sint-Remigiusabdij te Reims op goederen in onder meer Lithoijen bevestigt. Hier wordt gesproken van Litta of Klein-Lith, in tegenstelling tot Groot-Lith, het huidige Lith. De betreffende hoeve lag in Het Groenewoud, tussen Lith en Lithoijen. In 1222 werden hier acht laathoeven geteld. Het gebied behoorde toen tot het Kwartier van Maasland van de Meierij van 's-Hertogenbosch.
Nabij de hoeve, nog steeds "Het Hof" genaamd, stond het oude tufstenen parochiekerkje, gewijd aan Sint-Remigius. Deze deed dienst voor zowel Lith en Lithoijen. Na 1648 kwam dit in handen van de Hervormden, terwijl de katholieken na verloop van tijd een schuurkerk mochten bouwen op de plaats van de huidige dorpskern. Deze schuurkerk werd in 1843 vervangen door een waterstaatskerk, terwijl het oude kerkje gesloopt werd. In 1902 werd de waterstaatskerk door de huidige neogotische Sint-Remigiuskerk vervangen.
Overstromingen traden vaak op. In 1288 was er al sprake van Maasdijken en in hetzelfde jaar verleende Hertog Jan I van Brabant aan de bewoners van Lithoijen gemeenterechten. In 1325 werd het waterschap De Polder van het Hoog Hemaal opgericht om de verdediging tegen het water ter hand te nemen. Doch pas na de Maasverbetering in de jaren 30 van de 20e eeuw behoorden overstromingen tot het verleden. Van 1932-1936 werd gewerkt aan het stuw- en sluiscomplex dat op het grondgebied van de voormalige gemeente Lithoijen was gelegen. Toen was ook de overlast ten gevolge van de Beerse Overlaat voorbij. In de jaren '70 van de 20e eeuw vond een ruilverkaveling plaats waarbij de boerderijen landinwaarts werden verplaatst en een grootschalig karakter kregen.
Meer dan 400 inwoners heeft Lithoijen tot in de 18e eeuw niet geteld, een aantal dat toenam tot 746 rond 1850 maar daarna weer afnam tot 631 in 1900. Daarna bleef het lange tijd stabiel tot 1970 om daarna toe te nemen tot ruim 1000.

## Bezienswaardigheden
Het centrum, waar de belangrijkste gebouwen zijn gegroepeerd, ligt aan het Prelaat van de Bergplein.
- Voormalig raadhuis uit 1906, buiten gebruik geraakt in 1939 en gerestaureerd in 2004. Het is een symmetrisch gebouw met een statige trap die naar de eerste verdieping voert.
- Sint-Remigiuskerk uit 1902, ontworpen door Caspar Franssen. Deze neogotische kerk is een rijksmonument. De altaren en de preekstoel zijn werken van Hendrik van der Geld en de glas-in-loodramen zijn van Joep Nicolas.
- Het Remigiusmuseum bevindt zich op de koorzolder van de kerk. Het is een tentoonstelling over de kerkelijke en wereldlijke geschiedenis van Lithoijen.
- Het voormalig klooster van de Zusters van JMJ uit 's-Hertogenbosch dateert van 1884. Het was een kostschool voor meisjes tot 1949, terwijl er ook een lagere meisjesschool was en er bejaarden werden verzorgd. Later kwamen hier de Zusters Penitenten die er hun klooster Jerusalem hadden en er een kapel aanbouwden. Vanaf 1960-1972 werd het gebouw door Philips gebruikt voor de fabricage van TL-verlichting, waarna het een woon- en winkelbestemming kreeg.
- Enkele oude boerderijen, eveneens aan het plein gelegen.
- Mariakapelletje uit 1944, gebouwd ter gelegenheid van het 40-jarig priesterfeest van pastoor Meijs. Het heeft een zandstenen Mariabeeld, vervaardigd door Piet Verdonk.
- Jezusbeeld uit 1947, gemaakt door Piet Verdonk. Vandalen vernielden dit werk in de nacht van 22 november 2020 met vuurwerk.[3][4]

## Natuur en landschap
Ten oosten van Lithoijen ligt een natuurontwikkelingsgebied, de Alphense Waard. Landinwaarts ligt een grootschalig gebied, bestaande uit de Rivierkleipolder Het Hoog Hemaal.

## Evenementen
- Aktie-fix, een braderie en feestavond waarvan alle opbrengsten ten goede van lichamelijk gehandicapte jongeren komt. Met een podium voor regionale en bekendere bands.
- Eagle Eye Festival geïnspireerd door de Zwarte Cross
- Woodstock op het Plein geïnspireerd door het Amerikaanse Woodstock festival

## Nabijgelegen kernen
- Lith, Geffen, Teeffelen